# Coteana (gmina)
Coteana – gmina w Rumunii, w okręgu Aluta. Obejmuje tylko jedną miejscowość Coteana. W 2011 roku liczyła 2435 mieszkańców.